# Rites funéraires et lieux de sépulture musulmans au Québec
Les enjeux relatifs  aux  rites funéraires et aux lieux de sépulture musulmans au Québec s’inscrivent dans le contexte de l’intégration des communautés musulmanes au Québec. Ces derniers sont en lien avec une nouvelle phase de l’immigration musulmane, où il est davantage question d’installation définitive et non de passage temporaire. L’apparition d’une seconde génération entraîne désormais l’immigration musulmane dans une période d’enracinement. De plus en plus de personnes musulmanes naissent au Québec et ne sont pas issues d'immigration, ce qui amène les enjeux relatifs à la mort à dépasser les questions d'immigration. Il s'agit de questions à portée plus large qui s'ajoutent au débat sur l'interculturalisme québécois et sur laïcité au Québec. Ces questions s'organisent autour de la disposition du corps des défunts, entre la pratique du rapatriement des corps et celle de l'inhumation. Les lieux de sépulture, plus particulièrement les projets de cimetières et de carrés musulmans, occupent aussi une place importante dans les débats qui se rapportent à la mort et l'Islam au Québec.

## Contexte québécois
La communauté musulmane québécoise ne forme pas un tout homogène, elle est constituée d’une multitude de groupes ayant des appartenances culturelles distinctes. Bien que la majorité de celle-ci soit constituée d’immigrants en provenance d’Afrique du Nord en raison de leur francophonie, on compte une bonne proportion d’immigrants originaires d’Asie du sud-est. Les manières d’envisager les questions qui touchent la mort en contexte minoritaire sont aussi influencées par des facteurs culturels,. En conséquence, il n'y a pas qu'une façon d'envisager les enjeux relatifs à la mort par les communautés musulmanes présentes au Québec.
En réduisant la pluralité des Québécois musulmans à une seule et même communauté homogène, le discours public en vient à projeter une image négative sur les citoyens québécois de confession musulmane et renforce l'idée selon laquelle ceux-ci seraient «un corps étranger» ou encore une «excroissance» de la société d'accueil. L'idée selon laquelle les Québécois musulmans forment un groupe extérieur à la société québécoise oriente les débats du vivre-ensemble: au lieu de considérer les revendications de lieux de sépulture comme étant un droit assuré par la citoyenneté québécoise, les demandes des personnes musulmanes sont jugées excessives ou encore comme étant des privilèges.

## Rapatriement ou inhumation en contexte québécois
Les principaux enjeux tournent autour des rites funéraires, plus particulièrement autour du choix qui s'offre aux musulmans du Québec quant à la manière de disposer de la dépouille du défunt. Qu'il s'agisse de l'inhumation ou du rapatriement du corps, le contexte québécois et les législations qui entourent la mort au Québec ne permettent pas de respecter l’ensemble des rites funéraires prescrits par la tradition islamique. Les rites funéraires sont ajustés au contexte québécois et ne peuvent être identiques à ce qui est pratiqué dans le pays d’origine. D’un côté, lors du rapatriement, il est impossible de respecter la prescription selon laquelle il ne faut pas retarder l’enterrement, en raison des délais entraînés par le transfert de la dépouille en terre natale ou d'origine. Dans le cas inverse, l’inhumation en sol québécois se fait obligatoirement avec l’utilisation d’un cercueil. Or, l’enterrement, dans la tradition musulmane, se fait normalement sans cercueil afin que le corps puisse être directement en contact avec le sol. La thanatopraxie est également interdite par l’islam; mais lors de tout rapatriement le corps du défunt est embaumé. Pour procéder à l'inhumation, il est nécessaire d’embaumer un corps si l'exposition dure plus de vingt-quatre heures ou si l'exposition a lieu plus de dix-huit heures après le décès,.
Il est important de souligner que les positions des personnes musulmanes vis-à-vis les rites funéraires sont diverses et elles ne se résument pas par un simple choix entre l'obéissance et la résistance aux normes islamiques. Les individus participent activement et leur manière de considérer les rites funéraires relèvent plutôt de «"bricolages" interculturels qui consistent en quelque sorte, d'une part, à négocier les règles mortuaires de la société québécoise dans une optique purement pratique mais aussi,d'autre part, à assouplir la normativité musulmane elle-même pour adapter les règles funéraires religieuses à des situations et à des besoins concrets, tout en demeurant pleinement musulmans».

### Rapatriement du défunt
Le rapatriement du défunt consiste à envoyer le corps de la personne décédée au pays où elle est née ou encore à son pays d'origine afin qu'elle puisse y être inhumée. Le rapatriement était en 2017 la pratique la plus courante chez les musulmans selon les observations de l’anthropologue Yannick Boucher. De même, Dimé et Fall, tous deux chercheurs à l’Université du Québec à Chicoutimi, notent que le rapatriement des corps est presque systématique chez les musulmans originaires d’Afrique de l’Ouest.Lorsque le rapatriement est choisi, les rites funéraires effectués en sol québécois se limitent à la toilette du défunt et à une prière mortuaire,.
Boucher affirme que «la crainte que les rites ne soient pas exécutés selon les normes de l’islam ainsi que la peur que le corps soit par la suite exhumé, puis incinéré, incitent plusieurs imams (sunnites) à encourager le rapatriement». La perception de la société d'accueil entretenue par le défunt et/ou par sa famille est un autre facteur qui joue dans le choix du rapatriement. Le contexte québécois pouvant être jugé islamophobe, certaines personnes musulmanes refusent l'inhumation dans un lieu considéré comme hostile à leur égard.
Les raisons invoquées pour le rapatriement des corps ne sont pas toujours à proprement dit «religieuses». Fall et Dimé montrent que chez les musulmans d’Afrique de l’Ouest installés au Québec, il s’agit parfois d’une décision motivée par l'attachement au pays d’origine et à la famille. D’une part, le voyage en terre natale qui accompagne le rapatriement du défunt permettrait un ressourcement culturel aux membres de l’entourage. D’autre part, le rapatriement aurait un impact sur les liens sociaux: «Le rapatriement est ainsi une réponse à l’angoisse du délitement des liens familiaux, des liens sociaux, en ce sens qu’il permet de construire dans la famille, dans le groupe, dans la confrérie et même dans le pays, la mémoire du défunt».
Le fait d'être rapatrié se pose parfois pour certains comme une preuve de la réussite de son immigration, et donc une comme un geste qui implique l'honneur de défunt.
Outre les facteurs religieux et culturels, des facteurs d’ordre financier et pratique sont également impliqués. Les coûts d’un rapatriement s’élèvent à plusieurs milliers de dollars ,. Certaines ambassades, dont celle du Maroc, peuvent toutefois prendre en charge les frais de rapatriement de certains immigrants ayant la nationalité marocaine. La procédure de rapatriement entraîne de nombreuses démarches et exige plusieurs documents (autorisation de l’ambassade, certificat sanitaire et médico-légal, acte authentifié de décès, attestation de transport). Il est possible d'avoir affaire à une compagnie funéraire pour la procédure de rapatriement.

### Le besoin d'inhumation au Québec
La perspective d'installation permanente des populations musulmanes au Québec entraîne de plus en plus d'individus musulmans à considérer l'inhumation en sol québécois comme une façon de marquer leur intégration dans la temporalité. Bouchard corrobore cette idée en avançant que cette nouvelle tendance serait due à l’agrandissement des familles par l’émergence de deuxième et troisième génération. Ayant désormais une descendance en terre d’accueil, l’inhumation serait une manière d’affirmer la volonté de s’intégrer à la société québécoise. La volonté d'être inhumé au Québec s'inscrit pour plusieurs musulmans dans une série d'efforts qui visent à la reconnaissance de leur personne comme «citoyens à part entière dans la société québécoise».
Quant à l'inhumation dans un lieu de sépulture de confession musulmane, celle-ci a pour objectif d'assurer une mort dans la dignité, en permettant au défunt et à ses proches de respecter le plus possible les rituels funéraires. De surcroît, ce besoin s'inscrit dans le contexte de diversité culturelle québécois. Être enterré dans un espace confessionnel permettrait aux personnes musulmanes de mieux concilier leur appartenance à la société québécoise et à l'islam, sans avoir à délaisser une composante de leur identité. Il ne s'agirait pas de mourir seulement en tant que musulman, mais plutôt en tant que québécois de confession musulmane. Ainsi, Rachédi, Idir et Sarenac, tous les trois chercheur(se)s associés à l'équipe de recherche Mort en Contexte de Migration de l'Université du Québec à Montréal, conçoivent que le besoin de disposer un lieu de sépulture au Québec participe à l'inculturation et à l'invention d'une islamité québécoise.
À cela il faut ajouter que le besoin d'être inhumé en sol québécois peut faciliter le processus de deuil. Non seulement les lieux de sépulture musulmane au Québec permettent-ils une proximité entre la tombe du défunt et les proches endeuillés, mais ils favorisent aussi le déroulement des rites funéraires musulmans. Ces rites surpassent de loin la simple observance religieuse, car ils ont une fonction réparatrice. Les lieux de sépulture ne représentent pas uniquement des espaces à caractère religieux. Ils jouent un rôle de premier plan dans la préservation de «liens filiaux, émotifs et identitaires».

## Lieux de sépulture
Les musulmans québécois bénéficient de trois options pour l'inhumation en sol québécois. La première option consiste en des cimetières autonomes possédant leur propre terrain. Il en existe qu’un seul dans la province, le cimetière musulman de Laval, qui se divise en deux parties distinctes. La seconde option sont lieux d'inhumations désignés par l’appellation «carrés musulmans», soit des zones réservées aux musulmans et qui se trouvent à l’intérieur même de cimetières préexistants et multiconfessionnels. Il existe quatre carrés musulmans dans la province: un à Laval, un à Brossard, un à Québec (St-Augustin-de-Desmaures) et un sur l’île de Montréal. Avant la création du carré musulman dans le Cimetière Les Jardins Québec à St-Augustin de Desmaures en 2017, les musulmans qui désiraient enterrer leurs morts n’avaient pas d’autre choix que de se retourner vers la région de Montréal, faute de lieux de sépulture plus proche. Finalement, il est possible d'être enterré dans certains cimetières catholiques, ou encore dans un cimetière multiconfessionnel.
Un cimetière autonome devrait également voir le jour dans la région de Québec dans les années à venir. Le terrain a été acheté à la Ville de Québec en 2017 par le Centre culturel islamique de Québec (CCIQ), et en septembre 2019, le CCIQ a reçu l’autorisation d’utiliser le terrain de la part du ministère de l’Environnement. Le cimetière sera situé dans l’arrondissement de Sainte-Foy. Le président du CCIQ, Boufeldja Benabdallah, estime que ce cimetière pourrait accueillir les défunts de la communauté musulmane de Québec durant une cinquantaine d’année.
Ailleurs dans la province, d’autres projets concernant des lieux de sépulture musulmane sont également en branle, entre autres dans les villes de Saguenay et de Sherbrooke. Deux associations, la Coopérative musulmane du sud-est et l’Association culturelle islamique de l’Estrie, cherchent à aménager chacun de leur côté des cimetières musulmans,. La seconde a reçu la confirmation de la vente du terrain par la Ville de Sherbrooke, ainsi que le feu vert du ministère de l'Environnement. Le cimetière sera situé juste à côté du cimetière chrétien Saint-Michel et accueillera ses premières dépouilles au plus tard en 2021.

### Les carrés musulmans
Les carrés musulmans sont au nombre de quatre dans la province de Québec (Saint-Augustin-de-Desmaures, Laval, Brossard, île de Montréal). Le premier carré musulman dans la province de Québec est celui situé au complexe funéraire «Aux jardins commémoratifs Rideau» à Dollard-des-Ormeaux (île de Montréal).
Les carrés musulmans comportent à la fois des avantages et des désavantages, selon la vision des rites funéraires adoptée par les personnes musulmanes au Québec. Pour certains, être enterré dans un carré musulman permet une «distanciation avec, d'une part, les mosquées (au Québec, ce sont généralement les mosquées et les imams qui sont à l'origine des demandes formelles de cimetières musulmans) et avec, d'autre part, une pratique religieuse qui serait plus "normative"». Les carrés musulmans seraient ainsi considérés comme un compromis entre le cimetière exclusivement musulman et l'enterrement dans un cimetière multiconfessionnel. Pour d'autres, être enterré dans un cimetière musulman permet d'assurer le respect des rituels funéraires musulmans. Le fait qu'il n'existe pas de lot à perpétuité dans les cimetières chrétiens est aussi une cause d'inquiétude qui peut accroître la volonté d'être enterré dans un cimetière musulman. Boucher souligne aussi que les carrés musulmans sont parfois dépréciés par certains imams, car «être enterré dans un espace spirituel qui ne correspond pas à l'éthique de l'islam peut être dérangeant pour les âmes».

### Cimetière de Laval

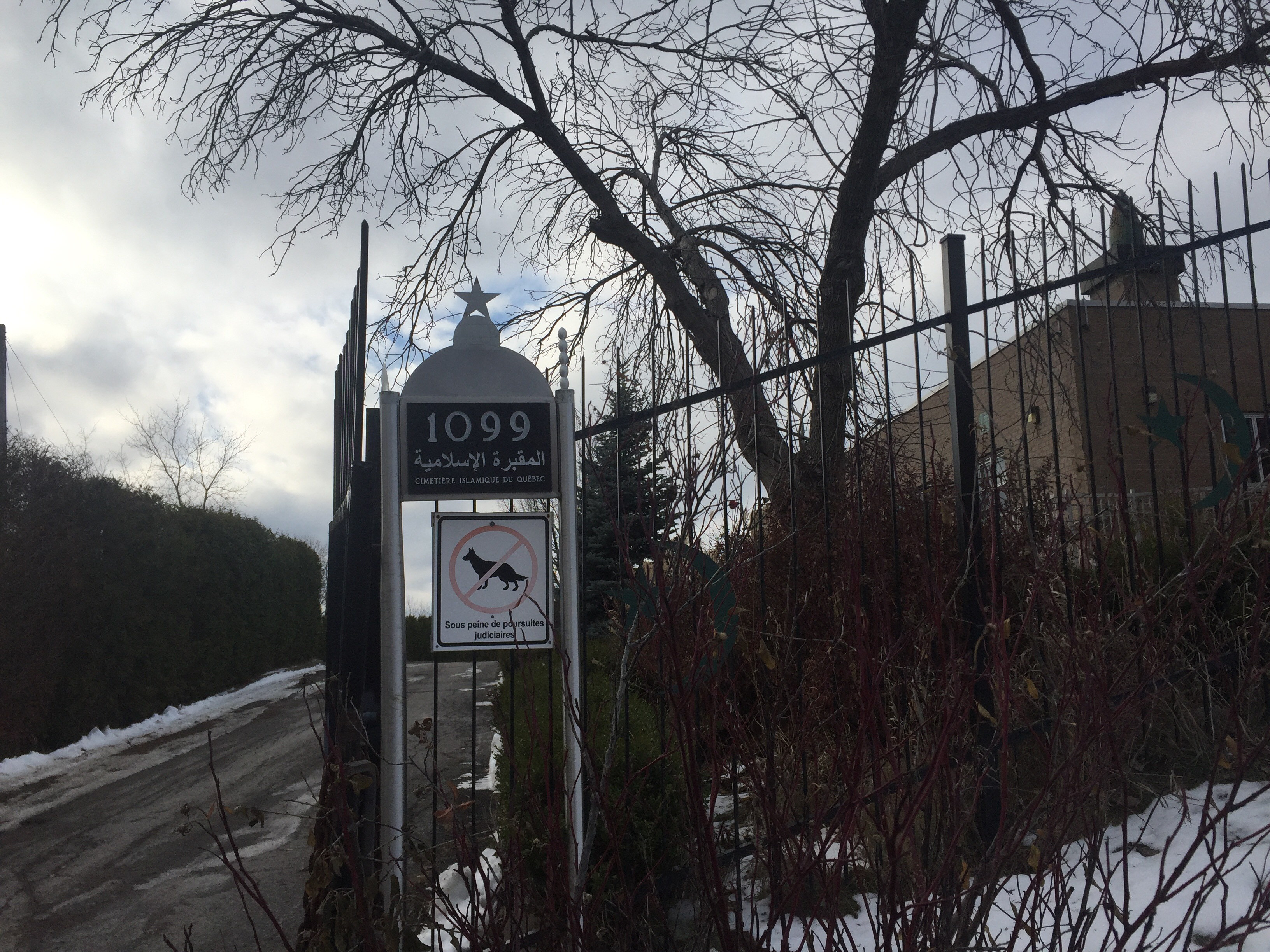
L'entrée du Cimetière islamique du Québec, situé sur l'île de Laval

Le Cimetière musulman de Laval consiste en réalité en deux cimetières distincts, possédant chacun une adresse civile, bien que ceux-ci soient l'un à côté de l'autre et qu'ils soient régulièrement mis ensemble sous l'appellation Cimetière islamique de Laval. Le premier cimetière est le Cimetière islamique du Québec et le second est le Cimetière Hamza. Tous les deux se situent sur la Montée Masson dans le quartier Saint-Vincent-de-Paul. Bien qu'aucun des deux cimetières ne soit explicitement associé à une branche de l'Islam, le Cimetière islamique du Québec est administré par le Islamic Center of Quebec (l'ICQ, une association sunnite), tandis que le Cimetière Hamza est administré par la Fondation internationale Azzahra (association chiite),. Le Islamic Center of Quebec se situe dans Saint-Laurent, tandis que la mosquée Azzahra, associée au cimetière, se trouve dans le quartier de Montréal-Nord.
Le projet d'établir un cimetière musulman en banlieue de Montréal a été piloté par l'ICQ et un regroupement de mosquées de Montréal. Le cimetière a ouvert ses portes en 1993, mais la division du cimetière en deux est difficilement datable, en raison du peu d'information entourant le sujet. Les motifs ayant mené à la division du cimetière ne sont, eux aussi, pas connus.

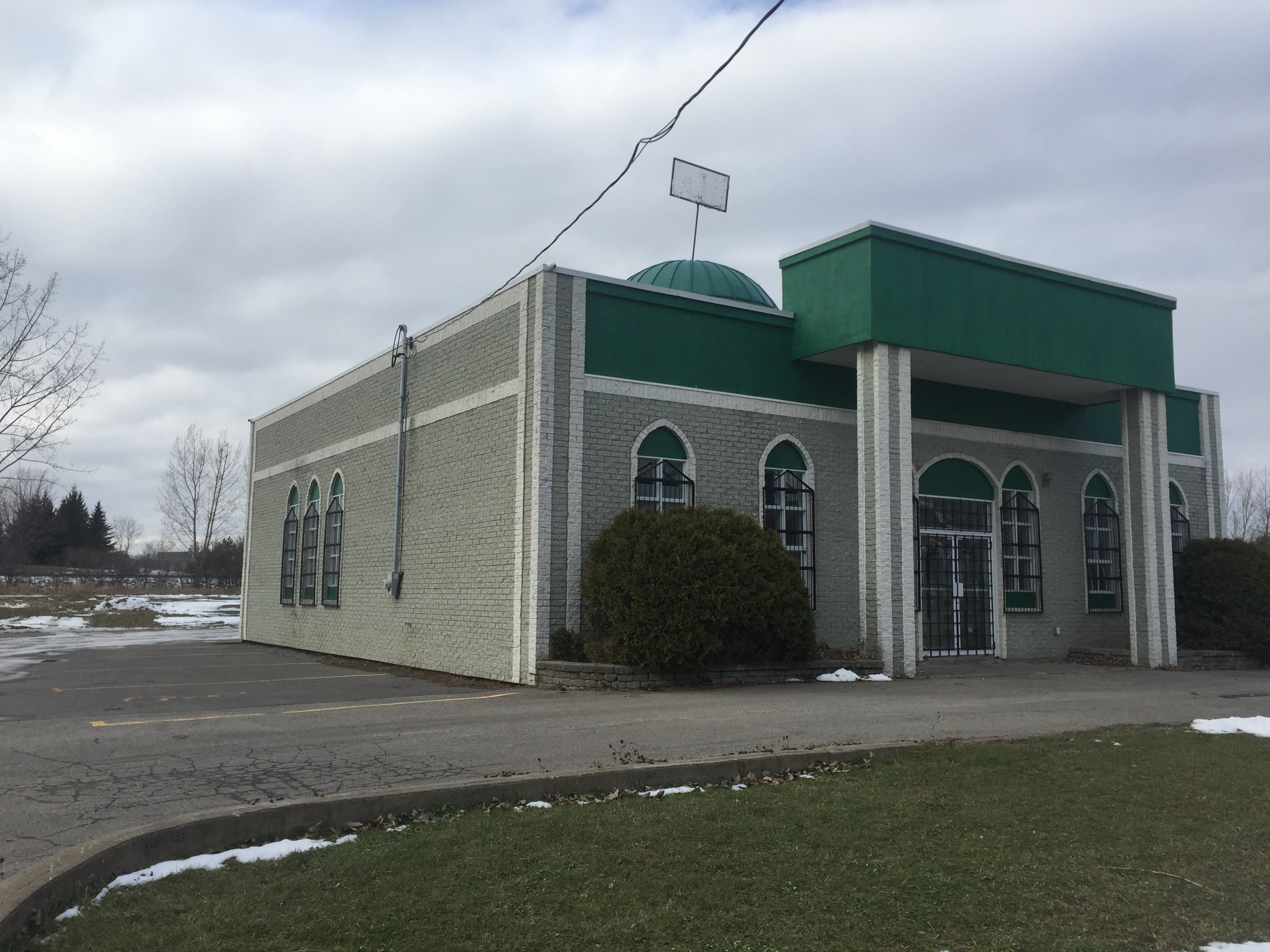
Édifice appartenant au cimetière Hamza (cimetière voisin du Cimetière islamique du Québec) dans lequel la préparation du corps peut être effectué.

Les différences entre l'aménagement et la disposition des tombes deux parties du cimetière sont mineures. Selon Milot, Castel et Venditti (tous trois chercheurs à l'Université du Québec à Montréal), les deux cimetières ne sont pas étanches et statiques. Ainsi, les responsables du cimetière Hamza, à tendance plus chiite, peuvent accueillir des musulmans sunnites si ceux-ci préfèrent leur manière d'administrer le cimetière. De même, bien que le Islamic Cementery of Quebec soit reconnu plus strict quant à sa réglementation, celui-ci tend à assouplir l'application de ses règlements. À l'inverse, le cimetière Hamza, dans lequel la touche personnelle est plus présente, cherche à encadrer les pratiques funéraires afin d'éviter les dérives.
Alors que le cimetière Hamza possède des installations permettant d'effectuer le lavement cérémoniel (ghusl), le Cimetière islamique du Québec doit procéder à certains rituels dans les installations de l'ICQ à Ville St-Laurent
La façon dont est administré le cimetière musulman géré par l'ICQ ne fait pas l'unanimité comme en démontre l'expérience de Hadjira Belkacem, la présidente de l'Association de la sépulture musulmane au Québec (ASMQ). Selon elle, «le cimetière ne correspondait en aucun cas à nos valeurs ni à nos traditions d'enterrements islamiques». Dans le but de trouver une autre solution, elle a mis sur pied l'ASMQ en 2014, une association ayant comme objectif de créer des carrés musulmans et de soutenir les individus et les familles durant le processus funéraire.

### Référendum de Saint-Apollinaire
Un vote référendaire fut tenu le 16 juillet 2017 dans la ville de Saint-Apollinaire, dans les environs de la ville de Québec, afin de consulter la population locale sur la création d'un cimetière musulman dans la municipalité.La tenue d'un référendum a été nécessaire à la suite de la collecte de 17 signatures (nombre de signatures qui était requis) sur le registre de la ville. Le projet fut rejeté à 19 votes contre 16 votes. Au total, 49 personnes étaient concernées par le vote, ceux-ci étaient des résidents vivant à proximité du lieu projeté pour la création du cimetière ainsi que des «personnes morales». La volonté de créer un cimetière multiconfessionnel, et non un cimetière destiné exclusivement aux musulmans, a été avancée comme argument en défaveur du projet par l'une des participantes au référendum. Mme Belkacem, présidente de l'Association de la sépulture québécoise, souligne que le projet ne fait pas consensus dans la communauté musulmane, en partie car plusieurs musulmans ne sont pas pratiquants et ne conçoivent pas le fait d'être enterré dans un cimetière multiconfessionnel comme un problème.

Le maire s'est montré déçu par les résultats du référendum, déplorant le fait que certaines personnes se soient laissées influencer par la peur et la mauvaise information. Des raisons environnementales ont été évoquées en opposition au projet, en raison du peu de distance qui séparerait le corps du défunt de la surface dans les cimetières musulmans. Or, le chiffre de 6 pouces évoqué par une opposante au projet ne correspond pas à celui de 1,5 mètre fourni par le Centre culturel islamique de Québec. Mohamed Kesri, responsable du dossier au Centre culturel islamique de Québec, a lui aussi exprimé son mécontentement: 
«Je suis déçu, c’est normal. Dix-neuf personnes viennent arrêter un projet de plusieurs milliers de personnes. Ça n’a pas de sens. Ce n’est pas une consultation pour dire si on va ramasser les ordures le matin ou l’après-midi. C’est une demande importante. On ne peut pas se baser sur un refus de 19 personnes. C’est insensé».
Le projet s'inscrivait dans une polémique qui a débuté lorsque le maire de la municipalité, Bernard Ouellet, autorisa la poursuite du projet, et ce, quelques semaines après l'attentat de la mosquée de Québec.